# Damián Szifron

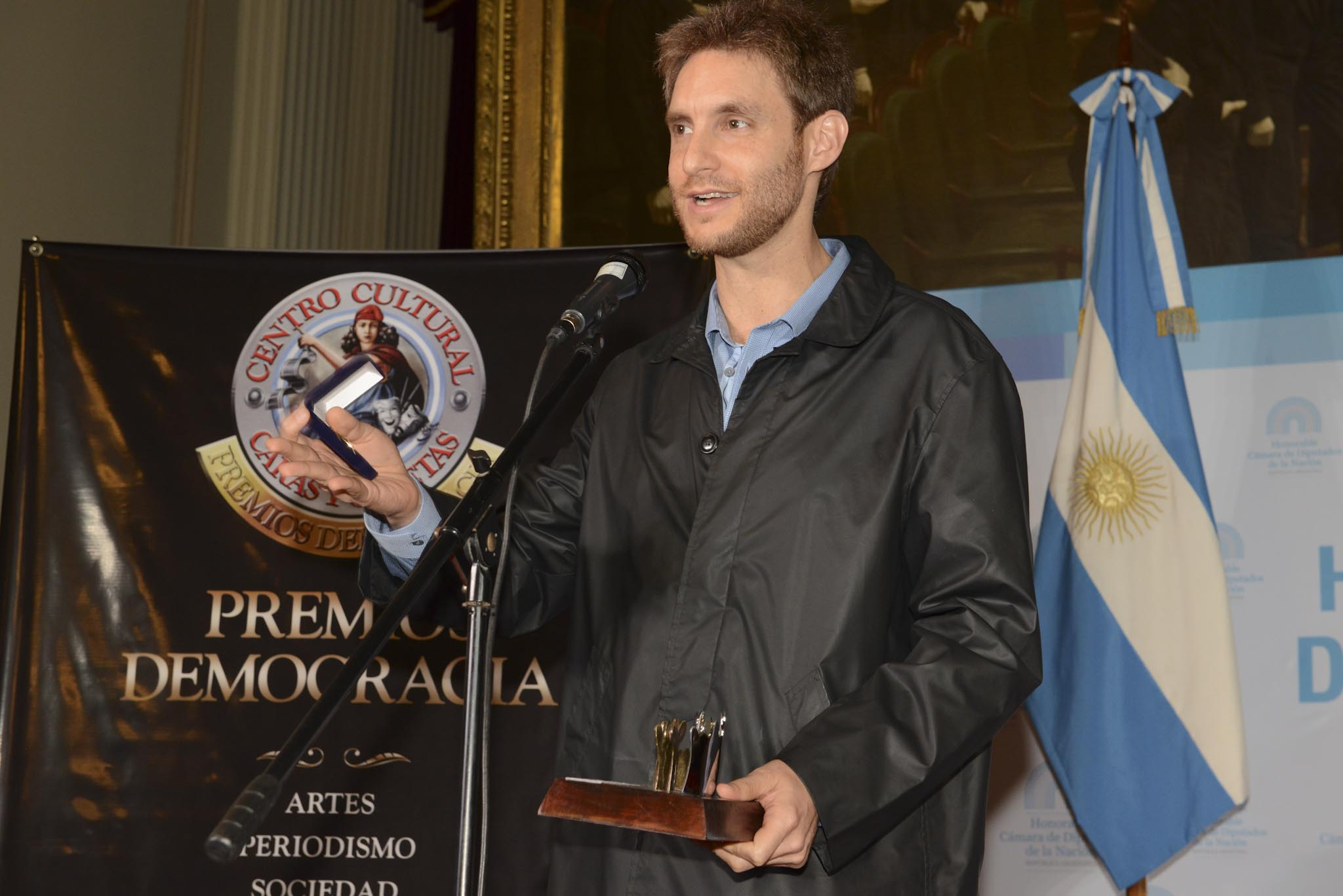
Damián Szifrón (2014)

Damián Szifron (geb. 9. Juli 1975 in Ramos Mejía, Provinz Buenos Aires) ist ein argentinischer Film- und Fernsehregisseur sowie Drehbuchautor. Er ist der Erfinder der populären argentinischen Fernsehserie Los Simuladores.

## Leben
Damián Szifron wuchs in Argentinien als Sohn eines filmverrückten Vaters auf, der ihn in seiner Jugend mitbegeisterte. Später lernte Szifrón an der ORT High School das Filmhandwerk. Er und seine Freunde, darunter der Drehbuchautor Ángel Faretta, drehten einige Kurzfilme. Später erschuf er die populäre argentinische Fernsehserie Los Simuladores, die den Fernsehpreis Martín Fierro gewann. Als Hommage an seine Freunde gab er den Figuren der Serie Rollennamen aus seiner Kindheit und Jugend. Er drehte anschließend einige Filme, darunter El Fondo del Mar (2003) und Tiempo de Valientes (2005). Es folgte eine weitere Staffel von Los Simuladores sowie die Fernsehserie Hermanos y detectives.
2014 drehte er den Film Wild Tales – Jeder dreht mal durch!. Der Film startete unter anderem auf den Filmfestspielen von Cannes und war in Argentinien sehr erfolgreich. Bei der Oscarverleihung 2015 wurde er für den Oscar als Bester fremdsprachiger Film nominiert. Er gewann außerdem den National Board of Review Award in der Kategorie Bester fremdsprachiger Film.

## Filmografie (Auswahl)
- 2002–2003: Los Simuladores (Fernsehserie, Regie, Drehbuch)
- 2003: El fondo del mar
- 2005: Tiempo de valientes
- 2006: Hermanos y detectives (Fernsehserie) (Regie, Drehbuch)
- 2006–2008: Mujeres asesinas (Miniserie, Drehbuch)
- 2009: Fratelli detective (Fernsehfilm, Drehbuch)
- 2014: Wild Tales – Jeder dreht mal durch! (Relatos salvajes, Drehbuch und Regie)
- 2023: Catch the Killer (Misanthrope, Drehbuch und Regie)